# Basidiósporo

Os esporos (spores) na figura representam os basidiósporos

Basidiósporo é a denominação dos esporos produzidos sexuadamente por fungos do filo Basidiomycota.
O processo de produção desses esporos se dá através da cariogamia dos núcleos haplóides de hifas conjugadas nas lamelas dos basídios. Após essa fusão, o zigoto sofre meiose, originando quatro esporos, denominados basidiósporos.